# Ярослав Богата
Ярослав Богата (чеськ. Jaroslav Bohata нар. 27 липня 1893 — пом. ?) — чехословацький футболіст, що грав на позиції нападника.

## Життєпис
Виступав у складі клубу «Славія», з якою став чемпіоном Чехії в 1913 році. Того ж року разом з командою став фіналістом кубка милосердя. Через війну за п'ять років у «Славії» зіграв не надто багато матчів — 58, у яких забив 49 голів. Разом з Ярославом у команді в той час виступав його старший брат Отто Богата.
Далі виступав у клубах «Вікторія» (Жижков) і «Вршовіце» (Прага). Зі складу останніх в 1922 році був викликаний до збірної Чехословаччини. Зіграв у товариському матчі проти збірної Італії (1:1).
В 1923 році Богата виступав у команді «Хайдук» зі Спліту. Став учасником першого розіграшу Чемпіонату Югославії, де «Хайдук» поступився в 1/4 фіналу команді САШК (Сараєво) (3:4), а Ярослав відзначився забитим голом. Загалом у складі «Хайдука» футболіст зіграв з врахуванням товариських матчів 11 поєдинків і забив 14 м'ячів.